# Amphixystis rhothiaula
Amphixystis rhothiaula är en fjärilsart som beskrevs av Edward Meyrick 1911. Amphixystis rhothiaula ingår i släktet Amphixystis och familjen äkta malar.
Artens utbredningsområde är Seychellerna. Inga underarter finns listade i Catalogue of Life.